# Pteroodes longipennis
Pteroodes longipennis är en fjärilsart som beskrevs av Walker 1854. Pteroodes longipennis ingår i släktet Pteroodes och familjen björnspinnare. Inga underarter finns listade.